# Defense of the Ancients
Defense of the Ancients (o bé DotA) és un mod del joc Warcraft III: The Frozen Throne (per Blizzard Entertainment), que forma part de la sèrie Dota. DotA pot ser jugat en mode multijugador, en battle.net, servidors privats, o en xarxes d'àrees locals (LAN). El Mapa original ha derivat en diverses versions inclosa la més coneguda DotA Allstars.

## Història
El mapa original de DotA va ser creat per un jugador anomenat Carlos Ramírez Cabrera àlies Kalox en un moment d'avorriment. Hi ha un element a l'actual DotA Allstars que es refereix a aquest jugador. Ha abandonat la programació de DotA el qual ha derivat en moltes variants inclosa la més coneguda DotA Allstars, posteriorment es va tenir l'aportació de Kenyi Tanaka (àlies Hunter-killer) en l'edició del mapa; en l'actualitat un jugador conegut com a IceFrog contínua l'edició d'aquest, a més s'encarrega -amb el suport de Kalox- del maneig dels principals fòrums d'estratègies per a DotA.

## Objectiu del joc
L'Objectiu Principal del mapa, és destruir la base oponent (són dues bases, una The Sentinel i una altra The Scourge). Cada jugador té dret a un heroi, que pot ser triat o a l'atzar. Actualment existeixen 89 diferents tipus d'herois, cada heroi compta amb 3 tipus conjurs activables o automàtics (skills) i un ultimate, que és el conjur més poderós (ulti). A mesura que avança el joc, l'heroi va perfeccionar els seus conjurs i fent-se més fort. Tot heroi parteix des del nivell 1, però a mesura que va lluitant, va augmentant el seu nivell. El màxim nivell a assolir és 25.
Per aconseguir la victòria s'ha de destruir l'estructura principal enemiga (el tron de gel o l'arbre del món)i per aconseguir-ho cal obrir-se pas a través de les torres i herois enemics (si n'hi ha). En l'última part caldrà destruir dues torres juntes i després atacar l'estructura principal.
Per aconseguir una major quantitat de força permet comprar objectes que augmenten les nostres habilitats, en alguns casos els objectes necessiten altres per poder aconseguir-se.
Per comprar un objecte cal una certa quantitat d'or que s'aconsegueix de 4 maneres:
- Destruint torres.
- Assassinant creeps.
- Assassinant herois.
- Esperant (cada certa quantitat de temps guanyes una petita quantitat d'or).

Si el teu heroi és ferit i necessita recuperació pots guarir-lo en el pou de la teva base (generalment es troba en una cantonada).
Si el teu heroi és assassinat reviurà només passat un temps o pots comprar la seva resurrecció immediata en una de les tavernes, el preu de la resurrecció dependrà del nivell en el qual es trobi el teu heroi en el moment de morir, com més nivell, més diners costa la resurrecció.

## Glossari
1) Què és un AoE ?
AoE ve de "Area of Effect". DotA està basat en les regles físiques del Warcraft III, que té les seves pròpies mesures; en el cas de Zeus, el Static Field té un AoE de 800. Això vol dir que el poder afecta totes les unitats que estiguin a 800n de distància de Zeus.
2) Què és un "hero nuke"?
Un nuke és un poder que fa un dany alt. Un "hero nuker" seria aquell que tingui més d'un poder que faci mal; com el Tinker, per exemple.
3) Què significa "Orb effect"?
La resposta simple és un efecte afegit i únic. Com és el cas de la reducció d'armadura o l'alentiment. La resposta correcta és aquesta: s'anomena "Orb effect" perquè originalment en Warcraft III existien efectes que només es podien aconseguir amb l'ajut d'ítems que Blizzard va decidir anomenar. El que han fet els creadors de dotA és modificar els efectes; no obstant això, és impossible modificar la base i els efectes de dos "Orb Effects" no poden actuar al mateix temps, perquè a Warcraft III no es podria.
4) Què és un "Spoof check"?
Atenció, això només s'aplica als servidors originals: el creador normalment demana que li whispegin (li enviïn un missatge privat). Això és un "Spoof check".
5) Què és channeling?
De l'anglès "to channel"; consisteix en les màgies que requereixen que l'usuari es mantingui quiet mentre les fa (les casteja, de l'anglès to cast). Si l'usuari es mou o és interromput (bash, hex, etc.) la màgia i els efectes de la màgia s'interrumpiran (Freezing Field de Rilayl, per exemple)
6) AoS, què és un AoS?
Aos ve de "Aeon of Strife"; un tipus de mapa personalitzat que va néixer a Starcraft. Consisteix a triar un heroi i comandar un exèrcit (que normalment és controlat per l'ordinador, succeeix així en el cas de DotA) amb la finalitat de destruir al teu enemic que també té un heroi. DotA és el Aos més popular de tot Warcraft III.
7) Qué són les runes?
Runes són tot el que un heroi pot recollir i utilitzar-les a l'instant. Existeixen 5 tipus de runes actualment aquestes són : haste, incrementa el moviment speed del teu heroi al màxim (522); double damage, com diu el seu nom duplica el teu dany, però només el teu dany base; ilusion, crea una il·lusió identica al teu heroi que rep més dany i li fa menys dany; invisible, torna el teu heroi invisible per a una gang o un atac sorpresa o per fugir i regeneration que augmenta la regeneració de vida i manà de l'heroi. Les runes es poden conservar per dos minuts en el teu inventari si tens una ampolla.
8) Què és un Gank?
Un Gank és un atac sopresa en el sector neutral del mapa, si es troben criatures que no pertanyen a cap equip i són utilitzades per aquells herois que no posseeixen prou nivell o items per fer-li front al contrincant. El gank és utilitzat per evitar que l'oponent adquireixi molt nivell, i or assassinant neutrals.
9) Què és Top, Mid i Bot?
Traduïts, en el seu ordre Dalt, Mitjà i a sota, són anomenats així els lanes (costats) a dotA, normalment són utilitzats en el xat per a "ganks", quan se'n va un heroi ("miss") o en "push" (pressionar un costat), aquests termes són utilitzats normalment en els servidors de partides de DotA com ara els de blizzard o ombuserver, ja que generalitza als jugadors sense tenir en compte l'idioma.